# Pentax DA 21mm F3.2
SMC Pentx DA 21mm F3.2 AL Limited je objektiv iz Pentaxove DA serije objektive namijenjene digitalni SLR fotoaparatima senzora formata APC-S (24x16mm). Objektiv pripada seriji Limited objektiva koje krasi u potpunosti metalna konstrukcija i povećana kontrola kvalitete pri proizvodnji. Posebnost objektiva je njegov "pancake" (palačinka) dizajn, tj sam objektiv je veoma kratak i kompaktnih dimenzija. Objektiv se na fotoaparate spaja preko KAF2 bajoneta. Prsten blende nije ugrađen pa se otvor blende može kontrolirati samo preko fotoaparata što ga čini nekompatibilnim sa starijim fotoaparatima.
Vidno polje objektiva odgovara vidnom polju 32mm objektiva u 35mm formatu.

## Tehničke specifikacije
| Vrsta objektiva                   | Standardni zoom objektiv              |
| Format slike                      | APC-S 24x16mm                         |
| Bajonet                           | Pentax KAF2                           |
| Fokalna duljina                   | 21mm                                  |
| Dijagonalno vidno polje           | 68°                                   |
| Maksimalni otvor blende           | f/3.2                                 |
| Minimalni otvor blende            | f/22                                  |
| Promjer navoja za filter          | 49mm                                  |
| Minimalna udaljenost izoštravanja | 20cm                                  |
| Težina                            | 140 grama                             |
| Dimenzije                         | 25mm dužine 63mm promjera             |
| Optička konstrukcija              | 8 elemenata, 5 grupa 7 listića blende |